# Massaker von Bangka

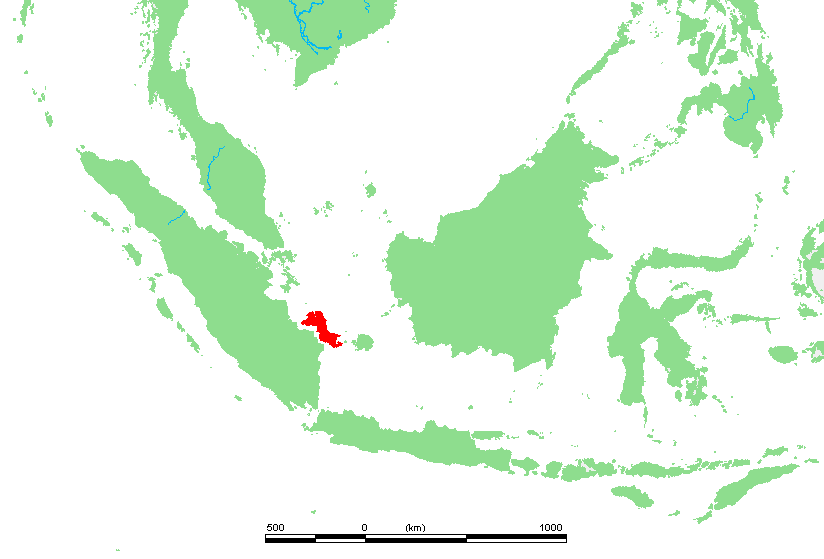
Lage der Insel Bangka in der Bangastraße

Als Massaker von Bangka (englisch Bangka Island Massacre) wird ein Kriegsverbrechen bezeichnet, das im Zweiten Weltkrieg am 16. Februar 1942 auf der indonesischen Insel Bangka verübt wurde. Dutzende britische Soldaten und australische Krankenschwestern, die kurz zuvor durch Schiffbruch auf der Insel gestrandet waren, wurden von japanischen Soldaten am Strand von Bangka erschossen oder erstochen. Einige Überlebende verbrachten des Rest des Kriegs in japanischer Kriegsgefangenschaft.

## Hintergründe

### Flucht aus Singapur an Bord derVyner Brooke
Wegen der Schlacht um Singapur und der folgenden Belagerung der Stadt durch die Japaner im Februar 1942 verließen zahlreiche Schiffe mit Flüchtlingen an Bord die Stadt. Auch das 1679 BRT große Dampfschiff Vyner Brooke wurde umgehend in ein Flüchtlingsschiff umgewandelt und ihre Hülle wurde Grau gestrichen. Das Schiff wurde mit einer Vier-Zoll-Kanone auf dem Vordeck, Wasserbomben sowie einer Lewis Gun am Heck ausgerüstet.
Die Vyner Brooke war ein 1928 in Dienst gestelltes Passagier- und Frachtschiff der Reederei Sarawak Steamship Company, das im Handelsverkehr zwischen Kuching und Singapur eingesetzt wurde. In den Kabinen war ursprünglich Platz für 44 Erste-Klasse-Passagiere. Darüber hinaus konnten 200 Deckpassagiere an Bord genommen werden. Später wurde die Kapazität der Erste-Klasse-Passagiere auf 12 reduziert. Das Schiff führte Rettungsboote, Flöße und Schwimmwesten für 650 Personen mit sich. Die Vyner Brooke wurde nach Charles Vyner Brooke, dem letzten weißen Raja von Sarawak auf der Insel Borneo, benannt. Das Schiff gehörte der 1875 gegründeten Gesellschaft Sarawak Steamship Company Ltd., die nach der Gründung der Sarawak Chamber of Commerce (Handelskammer von Sarawak) formiert wurde, um die Handelsschifffahrt von Kuching zu fördern. Die Schiffe der Reederei verkehrten zwischen Singapur und Kuching, der Hauptstadt von Sarawak, einem malaysischen Bundesstaat. Die Anteilseigner waren mehrheitlich chinesische Händler.
Kapitän R. E. Borton (1890–1965), ein Träger des Order of the British Empire, erhielt den Befehl, die Vyner Brooke nach Batavia, der Hauptstadt Indonesiens, zu bringen. Sie sollte nur nachts Fahrt machen und am Tage Schutz suchen. Am Donnerstag, dem 12. Februar 1942, legte der Dampfer in Singapur ab und war mit 330 Menschen an Bord vollkommen überladen. Darunter befanden sich 265 Zivilisten, überwiegend Frauen und Kinder, verwundete Soldaten sowie 65 australische Krankenschwestern des Australian Army Nursing Service (AANS). Sie hatten dort im 10. und 13. Australian General Hospital gedient. Dies waren die letzten der insgesamt 140 australischen Krankenschwestern, die Singapur vor dem Einmarsch der Japaner verließen. Mit deren Evakuierung war am 10. Februar begonnen worden. Trotz Knappheit an Wasser und Vorräten lief das Schiff bei Einbruch der Dunkelheit aus.

### Versenkung in der Bangkastraße

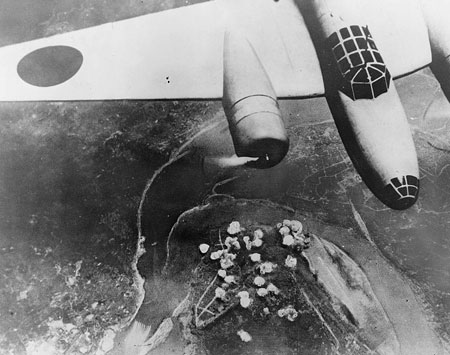
Ein japanischer mittelschwerer Bomber Mitsubishi Ki-21 beim Bombenabwurf über Chongqing in der Nähe des Jangtse, China, 14. Sep. 1940

In der Dunkelheit steuerte Kapitän Borton das Schiff direkt in ein Minenfeld, sodass die Vyner Brooke über Nacht stoppen musste. Am 13. Februar wurde die Fahrt wieder aufgenommen. Am 14. Februar  hatte die Vyner Brooke die Bangkastraße, einen schmalen Meeresarm zwischen den indonesischen Inseln Bangka und Sumatra, erreicht. Dort wurde das Schiff gegen 14.00 Uhr nachmittags von sechs zweimotorigen japanischen Jagdbombern angegriffen, die sich in drei Zweiergruppen formierten und Bomben abwarfen. Außerdem eröffneten sie Maschinengewehrfeuer auf das Schiff, wodurch einige Rettungsboote beschädigt und unbrauchbar gemacht wurden.
Den ersten fünf Angriffen konnte die Vyner Brooke durch scharfe Kurswechsel ausweichen, aber danach bekam sie drei direkte Treffer ab. Eine Bombe traf die Kommandobrücke, eine weitere den Schornstein und eine dritte traf in Hecknähe die Ladeluke Nr. 2 und explodierte im darunter liegenden Laderaum. Die Funkanlage wurde durch den Angriff zerstört, sodass kein Notruf abgesetzt werden konnte. Die Feuerlöschschläuche funktionierten ebenfalls nicht.
Kapitän Borton befahl das Verlassen des Schiffs, das mit schwerer Schlagseite innerhalb von 15 bis 20 Minuten unterging. Die Zivilisten gingen zuerst über Bord, wobei ihnen die Krankenschwestern behilflich waren. Sie halfen auch den verwundeten Soldaten. Es herrschte großes Chaos an Bord des schnell sinkenden Schiffs. Ein Rettungsboot mit Frauen und Kindern an Bord kenterte und zwei weitere, die vom Beschuss durchlöchert waren, stürzten leer ins Wasser. Einige Passagiere kamen um, als sich das Schiff auf die Seite legte und sie unter sich begrub. Andere fielen im Wasser dem Maschinengewehrbeschuss zum Opfer oder verschwanden spurlos.
Trotzdem stimmte eine der Krankenschwestern das Lied We’re Off to See the Wizard aus dem Musical-Film Der Zauberer von Oz aus dem Jahr 1939 an und andere fielen ein.

## Das Massaker am Radji Beach

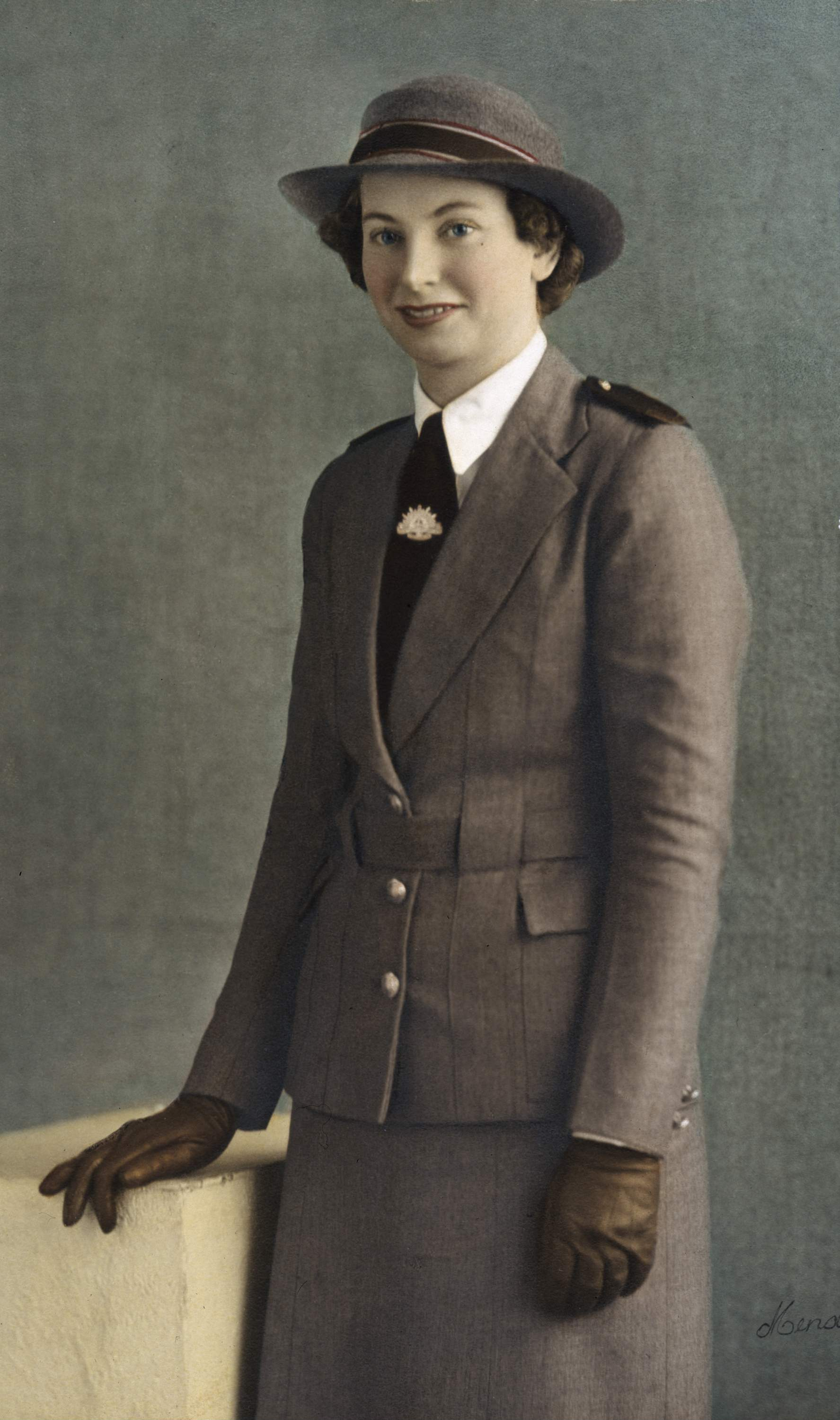
Vivian Bullwinkel (1915–2000) war die einzige Krankenschwester, die das Erschießungskommando überlebte

Die Insassen von drei vollbesetzten Rettungsbooten und einige Überlebende, die sich im Wasser an Trümmern und Flößen festgeklammert hatten, erreichten am Nachmittag nach und nach das mit Mangroven bewaldete Ufer von Radji Beach an der nordöstlichen Ecke der Insel Bangka. Dabei half ihnen ein Feuer, das die ersten Überlebenden, die an Land gekommen waren, am Strand entfacht hatten, um als Wegweiser zu dienen. Ein japanischer Zerstörer, der die Insel passierte, ignorierte die Hilferufe der Schiffbrüchigen. Nur 66 Zivilisten und 22 Krankenschwestern erreichten den Strand. Alle anderen Passagiere waren ums Leben gekommen. In der folgenden Nacht landeten weitere Rettungsboote auf der Insel, die britische Soldaten eines anderen versenkten Schiffs an Bord hatten.
Die einheimischen Bewohner der Insel rieten den Überlebenden, sich den Japanern zu ergeben, da es keine Möglichkeit der Flucht gab. Die Überlebenden entschieden sich daher für die Kapitulation. Die zivilen Passagiere setzten sich in Bewegung, um den Japanern entgegenzulaufen. Die Zivilisten wurden vorgeschickt, da man annahm, die Japaner würden sich ihnen gegenüber gnädiger verhalten, als gegenüber den Soldaten. Die Soldaten und die Krankenschwestern blieben am Radji Beach zurück und warteten. Als eine japanische Patrouille am 16. Februar den Strand erreichte, wurden die Männer und Frauen voneinander getrennt. Die Männer wurden daraufhin in den Dschungel gebracht und mit Bajonetten erstochen. Die Japaner kehrten dann zurück und zwangen die 22 vor Ort verbliebenen Krankenschwestern, ins Wasser zu gehen. Als sie etwa bis zur Hüfte im Wasser waren, wurden sie von hinten mit Maschinengewehren erschossen.
Von den insgesamt 65 australischen Krankenschwestern an Bord der Vyner Brooke ertranken zwölf beim Untergang (darunter Oberschwester Olive Dorothy Paschke); 21 wurden am Strand erschossen (darunter Oberschwester Irene Melville Drummond) und 32 wurden in Muntok interniert, von wo aus sie nach Palembang verschifft wurden und dort dreieinhalb Jahre in japanischer Kriegsgefangenschaft zubrachten. Acht von ihnen starben in der Gefangenschaft. Der Tross der überlebenden Frauen und Kinder wurde schließlich von einem japanischen Schiff aufgenommen.
Von den 22 Krankenschwestern, auf die am Radji Beach geschossen wurde, überlebte als einzige Schwester Vivian Bullwinkel. Ein Geschoss durchschlug ihre Hüfte, doch sie verlor lediglich das Bewusstsein und erwachte am Strand, nachdem die Japaner verschwunden waren. Sie versteckte sich in den Bäumen, wo sie auf den Soldaten Cecil George Kinsley vom Royal Army Ordnance Corps (RAOC), stieß, der den Angriff der Japaner schwer verwundet überlebt hatte. Sie versteckten sich zusammen zwölf Tage lang im Dschungel und Bullwinkel pflegte seine Wunden, bis sich beide aufgrund der hoffnungslosen Situation am 28. Februar ergaben und in ein Gefangenenlager gebracht wurden. Kinsley erlag kurz darauf seinen Verletzungen. Bullwinkel wurde dort mit anderen Überlebenden der Vyner Brooke zusammengeführt und erzählte ihnen von dem Massaker. 1947 sagte Bullwinkel in Tokio vor einem Gericht über die Ereignisse auf Bangka aus. 1992 besuchte sie mit anderen Überlebenden die Insel und enthüllte auf dem Radji Beach ein Denkmal für die 21 getöteten Krankenschwestern.
Unter den Überlebenden der Versenkung waren Mary Hobbins Brown und Dorothy Shelagh Brown, Ehefrau und Tochter von Edwin Arthur Brown (1878–1955), einem prominenten britischen Geschäftsmann, Stadtrat und Förderer von Musik und Theater in Singapur.